# 대구범일초등학교
대구범일초등학교는 대한민국 대구광역시 수성구 범물동에 있는 공립 초등학교이다. 교화는 장미소박하면서도 단정하고 참된 마음씨, 교목은 느티나무무궁한 끈기와 불변의 기상, 강인한 정신력이다.

## 개요
- 1992년 7월 25일 대구범일국민학교로 설립 인가
- 1992년 11월 1일 현 대구복명초등학교 위치에서 개교 (12학급)
- 1993년 2월 19일 제1회 졸업 (남35, 여36, 계 71명)
- 1993년 3월 1일 현 위치로 이전 (28학급 편성)
- 1996년 3월 1일 대구범일초등학교로 교명 변경
- 1996년 12월 6일 서편 신관 교실 증축 (8실)
- 2003년 8월 17일 학교 도서관 개관
- 2005년 2월 17일 급식용 엘리베이터 설치
- 2005년 2월 28일 학교 방송실 이전 확장 및 장비 현대화
- 2005년 9월 1일 과학실 현대화, 컴퓨터실 시설 및 장비 현대화
- 2008년 11월 18일 보건실 현대화 사업
- 2009년 2월 20일 급식실 현대화 사업
- 2009년 3월 31일 BEE타운 개관
- 2009년 11월 4일 인조잔디 운동장, 연결복도 개장식
- 2010년 2월 11일 제18회 졸업식(264명, 총 6,980명 졸업)
- 2010년 3월 1일 41학급 편성
- 2010년 9월 1일 김효일 교장 취임
- 2011년 2월 16일 제19회 졸업식(졸업생 245명, 총 7225명)
- 2011년 3월 1일 41학급 편성
- 2012년 2월 16일 제20회 졸업식(244명, 총 7,469명 졸업)
- 2013년 2월 15일 제21회 졸업식(졸업생 231명, 총7,700명) 졸업생수 남: 119명, 여: 112명 계 231명
- 2013년 3월 1일 김명숙 교장 취임
- 2013년 3월 1일 41학급 편성
- 2014년 2월 14일 제22회 졸업식
- 2014년 3월 1일 40학급 편성
- 2015년 2월 13일 제23회 졸업식(졸업생 수 총 6946명)
- 2015년 3월 2일 권옥희 교장 취임
- 2015년 3월 2일 39학급 편성
- 2016년 2월 4일 제24회 졸업식
- 2016년 3월 2일 38학급 편성
- 2017년 9월 1일 장영숙 교장 취임
- 2017년 3월 2일 36학급 편성
- 2017년 2월 15일 제25회 졸업식
- 2018년 3월 2일 33학급 편성
- 2018년 2월 9일 제26회 졸업(남:67명, 여:73명, 계:140명)
- 2020년 3월 1일 정미희 교장 취임
- 2023년 1월 11일 제31회 졸업식(졸업생 수 총 8139명)

## 참고 자료
- 대구범일초등학교 - 한국교육학술정보원 학교알리미